# Ардалес
Ардалес (на испански: Ardales) е населено място и община в Испания. Намира се в провинция Малага, в състава на автономната област Андалусия. Общината влиза в състава на района (комарка) Гуадалтреба. Заема площ от 106 km². Населението му ето му е 2660 души (по преброяване от 2010 г.).